# 橫內尚樹
橫內尚樹（日语：横内なおき，1966年12月3日—），日本人，居住在北海道的男性漫畫家，講談社旗下漫畫月刊Comic BomBom（已休刊）作者。

## 作品
- 霹靂酷樂貓（日文：サイボーグクロちゃん，Comic BomBom 1997年9月号～2001年12月号連載，2015年11月份推出新裝版）

- ウッディケーン（Comic BomBom 2002年3月号～2003年5月号連載 全3集）

- （Comic BomBom 2002年12月号～2005年12月号連載 原作：橫內尚樹，漫畫：內田淳太（内田じゅんた）全3集）

- 霹靂酷樂貓 格林機關槍再次上膛（日文：サイボーグクロちゃんガトリングセレクション リローデッド，講談社、2012年7月23日）

- 宇宙のガズゥ（2011年於繪圖網站PIXIV不定期刊載的網路漫畫，2016年講談社宣佈單行本化）

## 其他
- 2009年8月擔任迪士尼機器人短篇動畫FIRE BALL（ファイヤーボール）官方部落格LOGO設計以及NEW TYPE月刊ファイヤーボール的四格漫畫繪製，目前最新作品是在PIXIV公開的漫畫，2012年1月出版了霹靂酷樂貓漫畫精選集，第二部霹靂酷樂貓漫畫精選集於2012年7月發行。

## 外部連結
- FIRE BALL官方部落格
- 橫內尚樹的PIXIV作品頁面 （页面存档备份，存于）
- サイボーグクロちゃん官方TWITTER （页面存档备份，存于）